# トシコ・タカエズ
トシコ・タカエズ（Toshiko Takaezu、1922年7月17日 - 2011年3月9日）は、アメリカ合衆国の陶芸家。ハワイ州ペペーケオ出身。
両親は沖縄県具志川市(現うるま市)出身の移民2世で、彼女が生まれる1922年にハワイへと移住している。ハワイ大学などで学んだ後、1951年よりミシガン州へと渡り、陶芸家マヤ・グローテルの元に師事した。
1952年には日本を訪れ、仏教、伝統的な陶芸の技法を学んだ。この経験はその後の彼女の作品に影響を与え続ける。
1950年代に陶芸に彫刻の技術を組み合わせた口のない作品「クローズド・フォーム」を生み出した。現代陶芸のクイーンと呼ばれ、アメリカにおける陶芸の先駆者のひとりに挙げられている。
1967年から1992年までプリンストン大学にて教授をつとめている。2011年3月9日、ホノルルにて老衰により亡くなっている。88歳。